# MacOS Sierra
macOS Sierra, Version 10.12, ist die dreizehnte Hauptversion von macOS, dem Desktop-Betriebssystem von Apple. Es ist der Nachfolger von OS X El Capitan, wurde am 20. September 2016 veröffentlicht und als kostenlose Aktualisierung über den Mac App Store bereitgestellt. Erstmals angekündigt wurde es am 13. Juni 2016 im Rahmen der WWDC 2016 und kurz danach Entwicklern als Vorabversion zur Verfügung gestellt.
Als wichtigste Neuerungen treten der virtuelle Assistent Siri, eine neue Fotos-App und ein überarbeiteter iMessage-Client hervor. Zudem gibt es viele Anpassungen wie das Entsperren eines Mac mittels der Apple Watch, eine Speicherplatzoptimierung durch iCloud und Tabs in diversen Programmen. Mit der Aktualisierung auf Version 10.12.4 kam neben der macOS-Wiederherstellung auch eine Online-Wiederherstellungsfunktion in der Firmware hinzu, die komplett unabhängig vom Betriebssystem funktioniert. Nach Einspielen des Firmware-Updates ist die Funktion fortan im Apple-spezifischen EFI verfügbar und ermöglicht u. a. nach einem Wechsel der Festplatte oder SSD eine Neuinstallation über das Internet. Das funktioniert somit auch ohne DVD-Laufwerk, das bei neueren Mac-Modellen ohnehin fehlt, bedingt allerdings das Herunterladen größerer Datenmengen aus dem Internet.
Mit dieser Version fällt die Unterstützung für viele ältere Geräte weg, die seit Mountain Lion (Version 10.8) unterstützt worden waren, darunter alle vor dem Herbst 2009 erschienene MacBooks und iMacs. Auch MacBook Air, MacBook Pro, Mac Pro und Mac mini werden erst ab dem Modelljahr 2010 unterstützt.
Sierra ist benannt nach dem kalifornischen Gebirgszug Sierra Nevada. Darüber hinaus wurde mit dieser Hauptversionen die Betriebssystemlinie abermals umbenannt, von „OS X“ in „macOS“, und damit namentlich an die Systeme iOS, watchOS, tvOS und audioOS angeglichen. Der Name ist damit wieder ähnlich dem der klassischen Mac-OS-Betriebssystemlinie wie er mit Mac OS 7.6 eingeführt worden war. Ursprünglich wurde die aktuelle Unix-basierte Betriebssystemlinie ab 1997 als „Mac OS X“ entwickelt und die Marke Mac OS damit sowohl für das klassische Betriebssystem als auch die moderne Neuentwicklung (symbolisiert durch das „X“) verwendet. Die erste Umbenennung in „OS X“ 2012 führte zu Spekulationen über die Zukunft des Macs.
Die letzte Version ist 10.12.6 vom 19. Juli 2017, die letzte Sicherheitsaktualisierung erschien am 26. September 2019. Am 25. September 2017 wurde der Nachfolger macOS High Sierra, Versionsnummer 10.13, veröffentlicht.

## Neuerungen (Auswahl)

### Siri
Siri ist in Sierra verfügbar; Ergebnisse von Siri können in andere Anwendungen per Drag & Drop eingefügt werden. Aufrufbar ist Siri im Dock, in der Menüleiste oder per Tastenkombination.

### Fotos
Eine Gesichtserkennung wurde in die Fotos-App implementiert. Darüber hinaus kann die Fotos-App jetzt Gruppen ähnlicher Bilder zusammen mit Gesichtern, Orten, Objekterkennungen und vieles mehr zu „Erinnerungen“ erstellen. Erinnerungen enthalten Diashows mit Übergängen und Musik, die automatisch nach Nutzervorgaben erstellt werden.

### Automatisches Entsperren
Sierra kann durch räumliche Nähe mit einer Apple Watch in Verbindung mit einem iPhone entsperrt werden. Dadurch ist eine Passworteingabe nicht mehr nötig. Apple hat die Sicherheit dieser Funktion in seiner Keynote betont. Neuerdings geht das Entsperren auch mit Hilfe eines als Touch ID bezeichneten Fingerabdrucksensor in der Touch Bar eins MacBook Pro.

### Apple Pay
Mit Apple Pay ermöglicht Sierra erstmals Online-Zahlungen in Safari. Jede Transaktion muss über ein iPhone, mit der Touch Bar oder eine Apple Watch bestätigt werden. Diese Funktion ist nur in bestimmten Ländern verfügbar.

### Tabs
Was bei Browsern wie Safari seit längerem üblich ist, wird mit Sierra systemweit eingeführt: Anwendungen, die bislang mehrere Fenster beherrschen, unterstützen künftig mehrere Tabs in einem Fenster, ohne dass dafür die Anwendungen (auch von Drittanbietern) angepasst werden müssen.

### iCloud
Mit iCloud Drive können Dokumente und Desktop-Ordner mit der Cloud synchronisiert werden. Sierra ermöglicht es auch, nicht mehr benötigte Dateien in die iCloud zu verschieben, um Speicherplatz am Rechner zu sparen. Neben dem iCloud-Speicher umfasst Sierra auch ein Werkzeug, um temporäre oder alte Dateien automatisch zu entfernen.

### Picture-in-Picture-Video
Sierra führt eine systemweite Bild-im-Bild-Funktion ein. Diese ermöglicht es, Videos in einem kleinen, verschiebbaren Fenster anzeigen zu lassen, wodurch ein Video dargestellt werden kann, ohne die Programm-Oberfläche zu verlassen. Zudem lässt sich das Video mit dem Drücken der Command-Taste beliebig auf dem Bildschirm positionieren.

### Gatekeeper
Beim Gatekeeper entfällt die Option „Keine Einschränkungen“ in den Systemeinstellungen für das Ausführen von heruntergeladenen Apps, die nicht Teil des Systems sind. Um Apps installieren zu können, die nicht aus dem Mac App Store bezogen wurden oder die nicht signiert sind, muss das beim erstmaligen Starten des Programms bestätigt werden.

### 64-Bit-Dateisystem APFS
Mit macOS Sierra wird mit Apple File System (APFS) ein neues, modernes Dateisystem eingeführt, das für SSD-Laufwerke und große Dateimengen optimiert ist. Das 64-Bit-Dateisystem soll schrittweise eingeführt werden und mittel- bis langfristig das aktuelle Dateisystem HFS+, dessen Ursprünge in den 1980er Jahren liegen, ablösen. APFS bietet zeitgemäße Merkmale und Funktionen wie Snapshots, Clones, native Verschlüsselung und Sparse-Dateien. APFS befand sich bei der Einführung von macOS Sierra noch im Betatest und war nur für Entwickler verfügbar. Die Fertigstellung und der Übergang zu dem neuen Dateisystem für Anwender erfolgte im Sommer 2017. Das neue Dateisystem ist bis auf kleinere Unterschiede abwärtskompatibel zu HFS+, einschließlich Groß-/Kleinschreibung und Unicode-Normalisierung.

## Veröffentlichung
Sierra ist am 20. September 2016 erschienen und wurde kostenlos zum Herunterladen im Mac App Store freigegeben. Die erste Beta-Version für Teilnehmer am Entwicklerprogramm von Apple stand am 13. Juni 2016 zur Verfügung, nach sieben weiteren Beta-Versionen wurde am 7. September die Gold Master veröffentlicht.

## Systemanforderungen
Die offiziellen Systemanforderungen sind wie folgt:
| Modellreihe | Allgemeine Mindestvoraussetzung | für Handoff, Instant Hotspot, Allgemeine Zwischenablage, Apple Pay, Metal, AirDrop zu iOS | automatisches Entsperren (Apple Watch) | AirDrop zwischen Macs1       | AirPlay        | PowerNap               |
| ----------- | ------------------------------- | ----------------------------------------------------------------------------------------- | -------------------------------------- | ---------------------------- | -------------- | ---------------------- |
| iMac        | ab Ende 2009                    | ab 2012                                                                                   | ab 2013                                | ab Anfang 2009               | ab Mitte 2011  | ab Ende 2012           |
| MacBook     | ab Ende 2009                    | ab 2015                                                                                   | ab 2015                                | ab Ende 2008 Alu             | ab 2015        | ab 2015                |
| MacBook Air | ab Ende 2010                    | ab 2012                                                                                   | ab 2013                                | ab Ende 2010                 | ab Mitte 2011  | ab Ende 2010           |
| MacBook Pro | ab Mitte 2010                   | ab 2012                                                                                   | ab 2013                                | ab Ende 2008                 | ab Anfang 2011 | ab Mitte 2012 (Retina) |
| Mac mini    | ab Mitte 2010                   | ab 2012                                                                                   | ab 2013                                | ab Mitte 2010                | ab Mitte 2011  | ab Ende 2012           |
| Mac Pro     | ab Mitte 2010                   | ab 2013                                                                                   | ab 2013                                | ab Anfang 2009 (mit Airport) | ab 2013        | ab 2013                |

1Das Datum bezieht sich auf den Mac der Gegenseite, auf dem eine ältere OS-X-Version installiert sein kann.
Die Unterstützung für den 2011 eingestellten Xserve wurde eingestellt.
Es werden 2 GB Arbeitsspeicher und 8,8 GB freier Speicher auf der Festplatte vorausgesetzt. Für eine Aktualisierung wird mindestens Mac OS X Lion in der letzten Aktualisierung 10.7.5 vorausgesetzt. Benutzer von Snow Leopard müssen einen Zwischenschritt einlegen und auf El Capitan (Version 10.11) umsteigen. Bei noch früheren Intel-Versionen (ab Tiger läuft macOS offiziell auf Intel-Macs auf der x86-Architektur) musste dabei zuerst Snow Leopard für 19,99 Euro bzw. 20 Franken erworben und installiert werden.

## Versionsgeschichte
| macOS-Version        | -Build  | Darwin-Version | Erscheinungsdatum  | Anmerkung |
| -------------------- | ------- | -------------- | ------------------ | --- |
| 10.12 Beta 1         | 16A201w | 16.0.0         | 13. Juni 2016      | Erste veröffentlichte Entwicklervorschau (Developer Preview 1)                                                     |
| 10.12 Beta 2         | 16A239j | 16.0.0         | 5. Juli 2016       | Zweite veröffentlichte Entwicklervorschau (Developer Preview 2)                                                    |
| 10.12 Beta 3         | 16A254g | 16.0.0         | 18. Juli 2016      | Dritte veröffentlichte Entwicklervorschau (Developer Preview 3)                                                    |
| 10.12 Beta 4         | 16A270f | 16.0.0         | 1. August 2016     | Vierte veröffentlichte Entwicklervorschau (Developer Preview 4)                                                    |
| 10.12 Beta 5         | 16A286a | 16.0.0         | 9. August 2016     | Fünfte veröffentlichte Entwicklervorschau (Developer Preview 5)                                                    |
| 10.12 Beta 6         | 16A294a | 16.0.0         | 16. August 2016    | Sechste veröffentlichte Entwicklervorschau (Developer Preview 6)                                                   |
| 10.12 Beta 7         | 16A304a | 16.0.0         | 22. August 2016    | Siebte veröffentlichte Entwicklervorschau (Developer Preview 7)                                                    |
| 10.12 Beta 8         | 16A313a | 16.0.0         | 29. August 2016    | Achte veröffentlichte Entwicklervorschau (Developer Preview 8)                                                     |
| 10.12 GM             | 16A319  | 16.0.0         | 7. September 2016  | Golden Master |
| 10.12                | 16A323  | 16.0.0         | 20. September 2016 | Erste veröffentlichte Version                                                                                      |
| 10.12.1              | 16B2657 | 16.1.0         | 24. Oktober 2016   | Fehlerbehebungen, Sicherheitsupdates, Kompatibilitätsverbesserungen von Microsoft Office mit iCloud, Safari 10.0.1 |
| 10.12.2              | 16C68   | 16.3.0         | 14. Dezember 2016  | Fehlerbehebungen, Sicherheitsupdates, neue Emojis, Safari 10.0.2                                                   |
| 10.12.3              | 16D32   | 16.4.0         | 23. Januar 2017    | Fehlerbehebungen, Sicherheitsupdates, Safari 10.0.3                                                                |
| 10.12.4              | 16E195  | 16.5.0         | 27. März 2017      | Fehlerbehebungen, Sicherheitsupdates, Night Shift, Safari 10.1 und macOS-Wiederherstellung.                        |
| 10.12.5              | 16F2073 | 16.6.0         | 15. Mai 2017       | Fehlerbehebungen, Sicherheitsupdates, Safari 10.1.1                                                                |
| 10.12.6              | 16G29   | 16.7.0         | 19. Juli 2017      | Fehlerbehebungen, Sicherheitsupdates, Safari 10.1.2                                                                |
| 10.12.6              | 16G1036 | 16.7.0         | 31. Oktober 2017   | Sicherheitsupdate 2017-001 Sierra                                                                                  |
| 10.12.6              | 16G1114 | 16.7.0         | 6. Dezember 2017   | Sicherheitsupdate 2017-002 Sierra                                                                                  |
| 10.12.6              | 16G1212 | 16.7.0         | 23. Januar 2018    | Sicherheitsupdate 2018-001 Sierra                                                                                  |
| 10.12.6              | 16G1314 | 16.7.0         | 29. März 2018      | Sicherheitsupdate 2018-002 Sierra                                                                                  |
| 10.12.6              | 16G1408 | 16.7.0         | 1. Juni 2018       | Sicherheitsupdate 2018-003 Sierra                                                                                  |
| 10.12.6              | 16G1510 | 16.7.0         | 9. Juli 2018       | Sicherheitsupdate 2018-004 Sierra                                                                                  |
| 10.12.6              | 16G1618 | 16.7.0         | 30. Oktober 2018   | Sicherheitsupdate 2018-005 Sierra                                                                                  |
| 10.12.6              | 16G1710 | 16.7.0         | 5. Dezember 2018   | Sicherheitsupdate 2018-006 Sierra                                                                                  |
| 10.12.6              | 16G1815 | 16.7.0         | 22. Januar 2019    | Sicherheitsupdate 2019-001 Sierra                                                                                  |
| 10.12.6              | 16G1917 | 16.7.0         | 25. März 2019      | Sicherheitsupdate 2019-002 Sierra                                                                                  |
| 10.12.6              | 16G1918 | 16.7.0         | 29. März 2019      | Sicherheitsupdate 2019-002 Sierra, aktualisierter Build                                                            |
| 10.12.6              | 16G2016 | 16.7.0         | 14. Mai 2019       | Sicherheitsupdate 2019-003 Sierra                                                                                  |
| 10.12.6              | 16G2128 | 16.7.0         | 29. Juli 2019      | Sicherheitsupdate 2019-004 Sierra                                                                                  |
| 10.12.6              | 16G2136 | 16.7.0         | 26. September 2019 | Sicherheitsupdate 2019-005 Sierra                                                                                  |
| Legende:Alte Version |         |                |                    | |